# Fuzzbox Voodoo
Fuzzbox Voodoo (с англ. — «Фуззбокс-вуду») — тридцать шестой сингл американской блюз-рок-группы ZZ Top, четвёртый сингл альбома Antenna, добрался до 30 места в Hot Mainstream Rock Tracks.

## О песне
Сингл записывался в 1993 году в ходе работы над альбомом Antenna. На этом альбоме группа продолжила тенденцию возвращения к своим блюзовым корням, пытаясь избавиться от ярлыка коммерчески ориентированной группы, который к ней прилип в 1980-х. Количество синтезаторов вновь было уменьшено, однако полностью ZZ Top от них пока не смогли отказаться.
Многие обозреватели, описывая песню, определяют её как «стомп» , «синкопированный стомп»  Один из обозревателей, назвав песню в числе ещё двух с альбома, сказал, что такие песни возвещают о возврате старой доброй ZZ Top 
Марк Приндл критически оценил песню, находя её неоправданно включенной в альбом .
На текст Гиббонса сподвиг полученный им подарок: очень редкий стомп-бокс производства компании Marshall, который назывался Supa-Fuzz. И как обычно, по словами Гиббонса, название песни двусмысленно. Относительно содержания песни намекнул Фрэнк Бирд: «Fuzzbox Voodoo сравнивает удовольствие от прекрасного гитарного оборудования с…да блин, неудобно, разберись сам» 
Очевидно название песни использовано в названии американской блюзовой группы Cowboy Hat and That Fuzzbox Voodoo 
Сингл добрался до 30 места в Hot Mainstream Rock Tracks.

## Сторона B
Сингл выпускался в формате 7"-винила, и на второй стороне содержал песню Girl in a T-Shirt; также был выпущен в промо-формате на CD, для распространения на радиостанциях, и содержал лишь одну заглавную песню.

## Участники записи
- Билли Гиббонс — вокал, гитара
- Дасти Хилл — бас-гитара
- Фрэнк Бирд — ударные, перкуссия

Технический состав
- Билл Хэм — продюсер